# 가와마촌 (이바라키현)
가와마촌(河間村)은 이바라키현 마카베군에 일찍이 존재했던 촌이다. 현재의 지쿠세이시에 해당한다.

## 역사
- 1889년 4월 1일 - 정촌제 시행에 의해 고다촌, 가미나카야마촌, 마쿠다촌, 아치아이촌, 오제키촌, 핫파촌, 시모타카세촌, 하카타촌, 오쿠다촌, 노촌이 합병해 마카베군 가와마촌이 성립하였다.
- 1954년 3월 15일 - 고쇼촌, 가타오자키촌, 나카촌, 오타촌과 함께 시모다테정에 편입해, 동일 가와마촌은 폐지되었다.

## 인구
| 1891년 | 2,481 |
| 1920년 | 3,942 |
| 1935년 | 3,129 |
| 1950년 | 3,818 |

## 참고문헌
- 角川日本地名大辞典編纂委員会『角川日本地名大辞典 8 茨城県』、角川書店、1983年 ISBN 4040010809
- 日本加除出版株式会社編集部『全国市町村名変遷総覧』、日本加除出版、2006年、ISBN 4817813180